# Pierphulia
Pierphulia is een geslacht in de orde van de Lepidoptera (vlinders) familie van de Pieridae (Witjes).
Pierphulia werd in 1958 beschreven door Field.

## Soorten
Pierphulia omvat de volgende soorten:
- Pierphulia isabela - Field & Herrera, 1977
- Pierphulia nysias - (Weymer, 1890)
- Pierphulia rosea - (Ureta, 1956)